# Clavelina elegans
Espèce
Synonymes
Dendroclavella elegans Oka, 1927
Clavelina elegans est une espèce d'ascidies de la famille des Clavelinidés. Elle est trouvée au Japon.